# برنارد زاكس
برنارد زاكس (بالإنجليزية: Bernard Sachs)‏ هو طبيب أعصاب وطبيب نفسي أمريكي، ولد في 2 يناير 1858 في بالتيمور في الولايات المتحدة، وتوفي في 8 فبراير 1944 في نيويورك في الولايات المتحدة.